# Sjöfartsverket

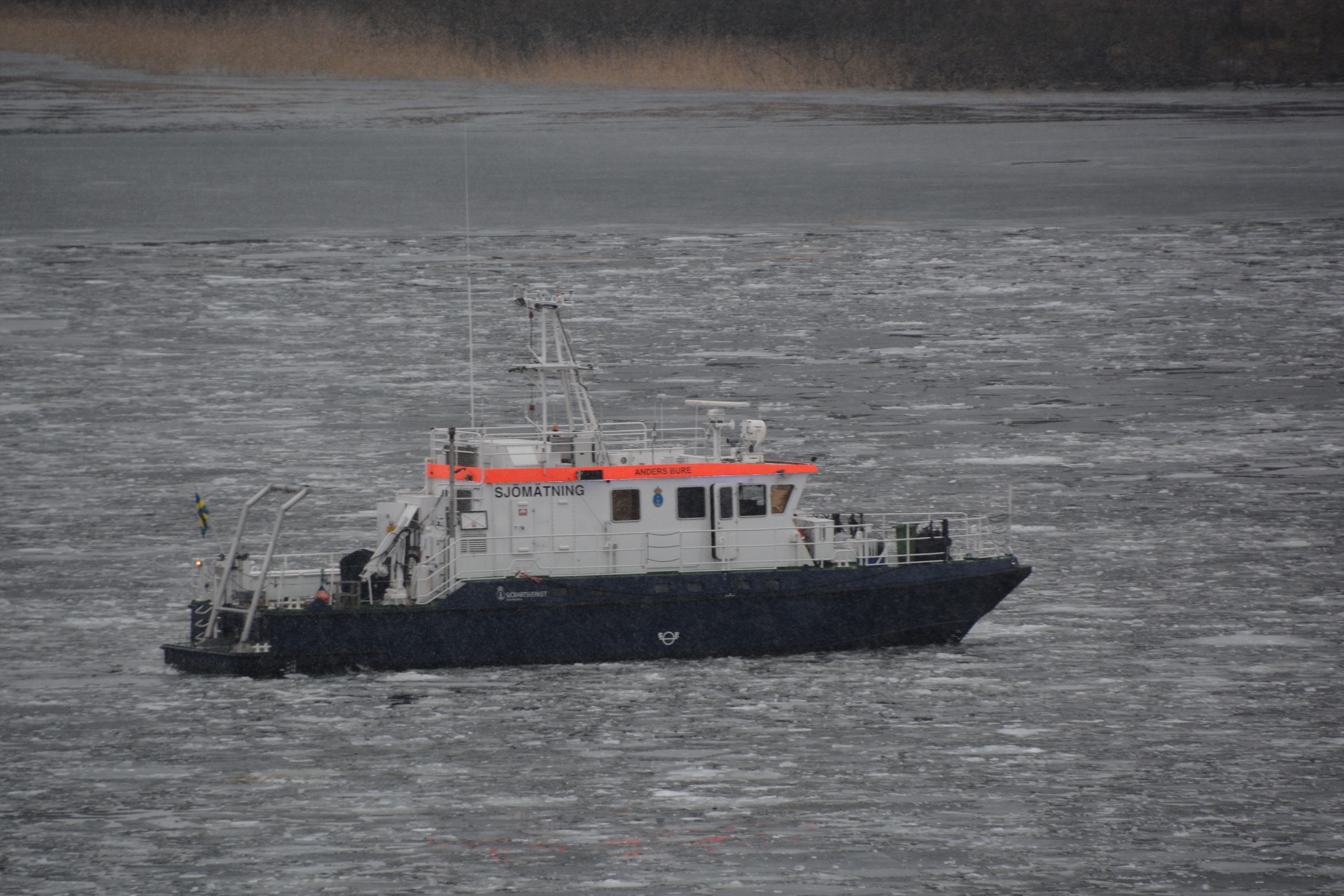
Sjömätningsfartyget Anders Bure under sjömätning i Mälaren

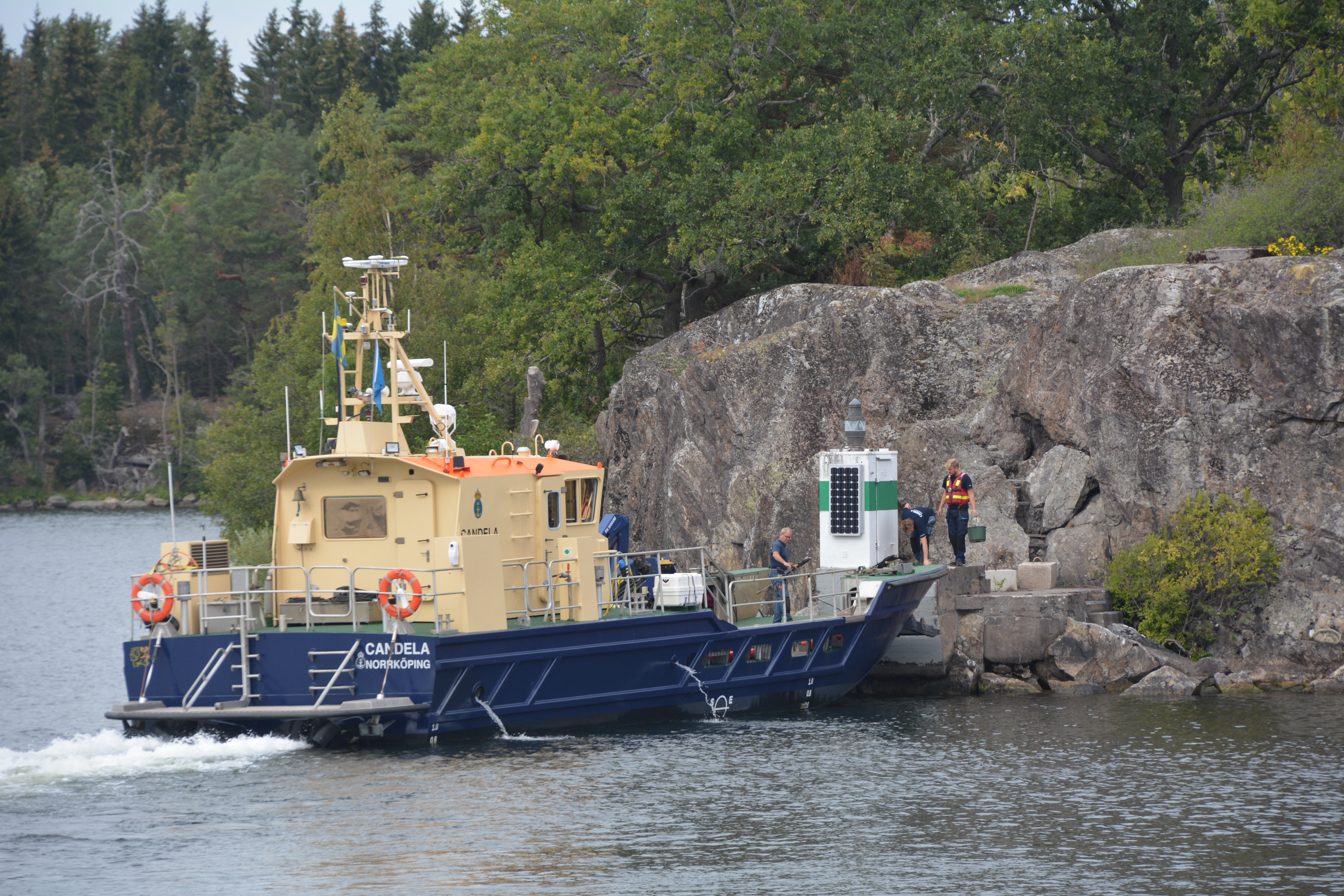
Personal på arbetsfartyget Candela gör underhåll av fyren på ön Fläsket i Mälaren

Sjöfartsverket är en svensk myndighet med uppgift att verka för goda förutsättningar för sjöfarten i Sverige. I detta ligger bland annat ansvar för farledshållning, lotsning, isbrytning, sjömätning, produktion av sjökort, sjötrafikinformation samt sjö- och flygräddning. Verksamheten finansieras av avgifter på handelssjöfarten, varför verket benämns affärsverk.
Myndigheten är från 1 oktober 2022 beredskapsmyndighet och ingår i beredskapssektorerna räddningstjänst och skydd av civilbefolkningen samt transporter.

## Historik

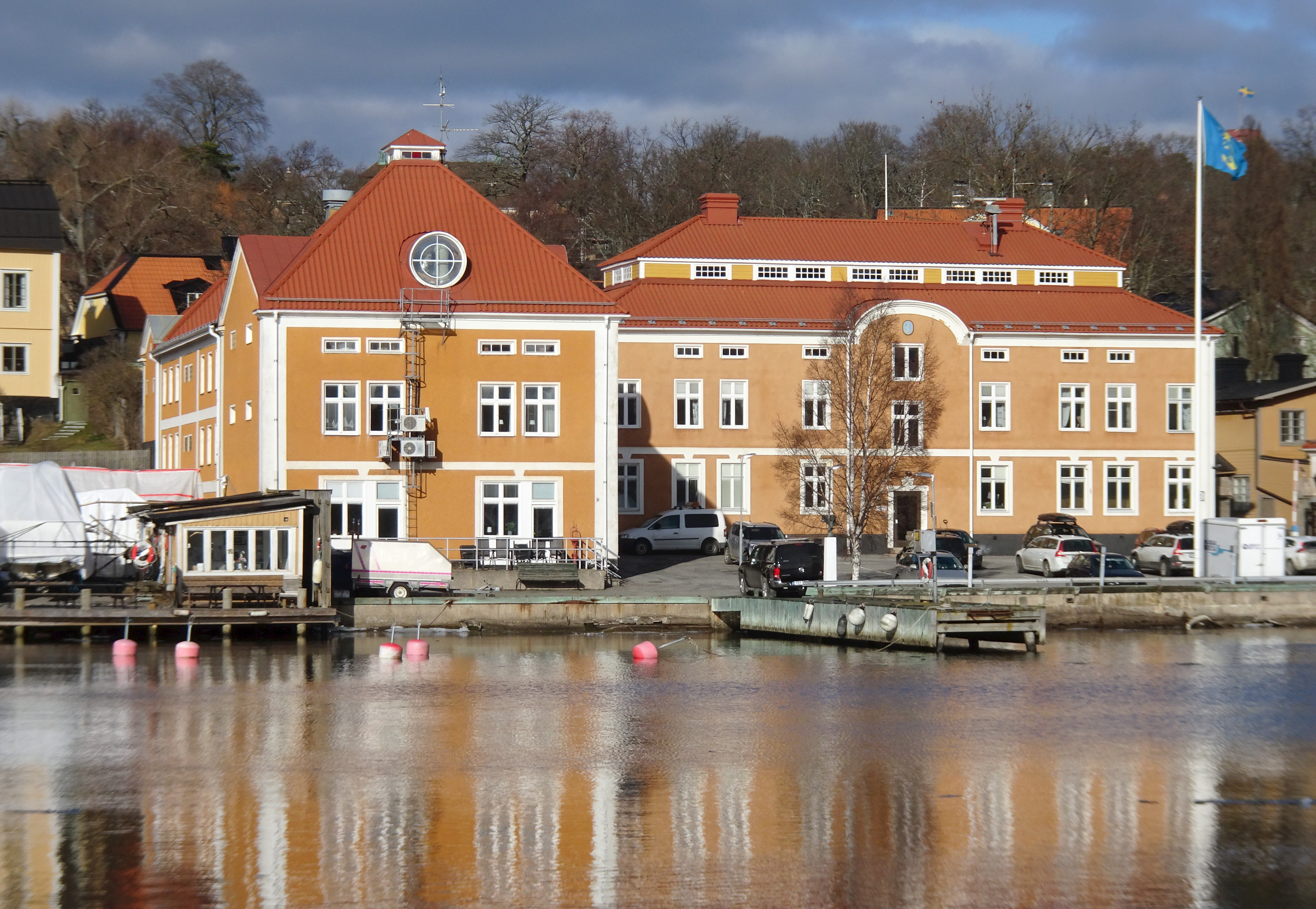
Sjöfartsverkets anläggning i området Alberget på Södra Djurgården ritades 1921 av arkitekt Sigge Cronstedt för dåvarande Lotsverket.

År 1950 tillsatte Sveriges regering en utredning med uppgift att undersöka hur statens resurser inom sjötransportväsendets område kunde utnyttjas på bästa sätt. Dessa var vid detta tillfället utspridda över flera olika verk. Utredningens arbete ledde till att en ny sjöfartsadministration med namnet Kungliga Sjöfartsstyrelsen bildades den första januari 1956. De verk som sammanfördes och utgjorde verket var bland andra Kungliga Lotsverket och Kungliga Sjökarteverket. Vidare överfördes delar från Kungliga Väg- och Vattenbyggnadsverket samt statens isbrytarverksamhet, sjöåklagaren, sjötekniske konsulten och fartygsinspektionen till det nya verket.
Från början var Kungliga Sjöfartsstyrelsen indelad i olika byråer enligt följande:
- Nautiska byrån, med sektionerna Nautiska, Redaktionen för Ufs (Underrättelser för sjöfarten), Jordmagnetiska samt Statens isbrytardirektör.
- Fartygsbyrån, som var ansvarig för statens fartyg och båtar och för sjösäkerheten ombord på svenska fartyg. Den hade tre sektioner: skeppsmätnings-, fartygsinspektions-, och driftsektion.
- Juridisk-sociala byrån, som behandlade bland annat ärenden om olyckor, utbildning och fartygsregistrering.
- Sjökartebyrån, som i princip fortsatte arbeta på samma sätt som då det tidigare var Sjökarteverket.

Myndighetens lokaler blev Göta Livgardes gamla kaserner på Linnégatan 87 i Stockholm. De räckte dock inte till för Sjökarteverket, varför de fick stanna i sina gamla lokaler på Skeppsholmen. Först 1965 flyttade hela myndigheten till en gemensam byggnad. Denna låg på Sehlstedtsgatan på Gärdet där verket låg till år 1975 då man flyttade till Norrköping.
År 1969 omorganiserades verket. Flera byråer slogs ihop till en driftavdelning och Sjöfartsinspektionen bildades. Vidare fördes vissa verksamheter till andra myndigheter och verket bytte namn till Sjöfartsverket. År 1987 skedde nästa omorganisering då verket blev ett affärsverk och fick nya indelningar. I början av 2000-talet lades myndigheten Handelsflottans Kultur- och Fritidsråd (HKF) ned och verksamheten övertogs av Sjöfartsverket. Detta innefattar bland annat Svenska sjömansbiblioteket. Den första januari 2009 överfördes Sjöfartsinspektionen från Sjöfartsverket till den nya myndigheten Transportstyrelsen.
Under hösten 2011 etablerade Sjöfartsverket och Luftfartsverket en gemensam organisation för gemensamma servicefunktioner ex lön, redovisning och inköp.
Verket hade tidigare också ansvar för det svenska småbåtsregistret, ett register över fritidsbåtar i Sverige, vilket lades ner år 2004.

### Generaldirektörer
- 1956–1967: Carl Gösta Widell
- 1968–1974: Erik Severin
- 1974–1980: Lennart Johansson
- 1981–1995: Kaj Janérus
- 1996–2000: Anders Lindström
- 2000–2009: Jan-Olof Selén
- 2010–2017: Ann-Catrine Zetterdahl
- 2017–2023: Katarina Norén[8]
- 2023–2024: Joel Smith (vikarierande)
- 2024–: Erik Eklund[9][10]

## Uppdrag
Enligt regeringens instruktioner ska Sjöfartsverkets verksamhet bedrivas med huvudsaklig inriktning på handelssjöfarten, med hänsyn även till fritidsbåtstrafikens, fiskets och Försvarsmaktens intressen. I detta ligget bland annat att man skall främja en säker, miljöanpassad och effektiv sjöfart, ansvara för sjöräddningen, bevaka den svenska sjöfartsnäringens konkurrenskraft samt att tillhandahålla nödvändig service till sjöfarten.

## Organisation
Sjöfartsverket leds av en styrelse på tolv ledamöter, inklusive tre personalrepresentanter. Sjöfartsverket har sitt säte i Norrköping. Den regionala organisationen finns utmed den svenska kusten och vid de stora insjöarna. Affärsverksamheten är indelad i sex olika affärsområden. Längs med kusten finns tio lotsområden: Luleå, Gävle, Stockholm, Södertälje, Oxelösund, Kalmar, Malmö, Göteborg, Marstrand och Vänern/kanalen. I Göteborg finns Sjö- och flygräddningscentralen (JRCC) och huvudkontoret för Sjöfartsverkets helikopterverksamhet.
Sjöfartsverket leds av generaldirektören. I ledningsgruppen för Sjöfartsverket ingår avdelningscheferna för ekonomi, affärer, marknad, samhälle, kommunikation, ledningsstöd, rederi, juridik och personal. 

## Verksamhet

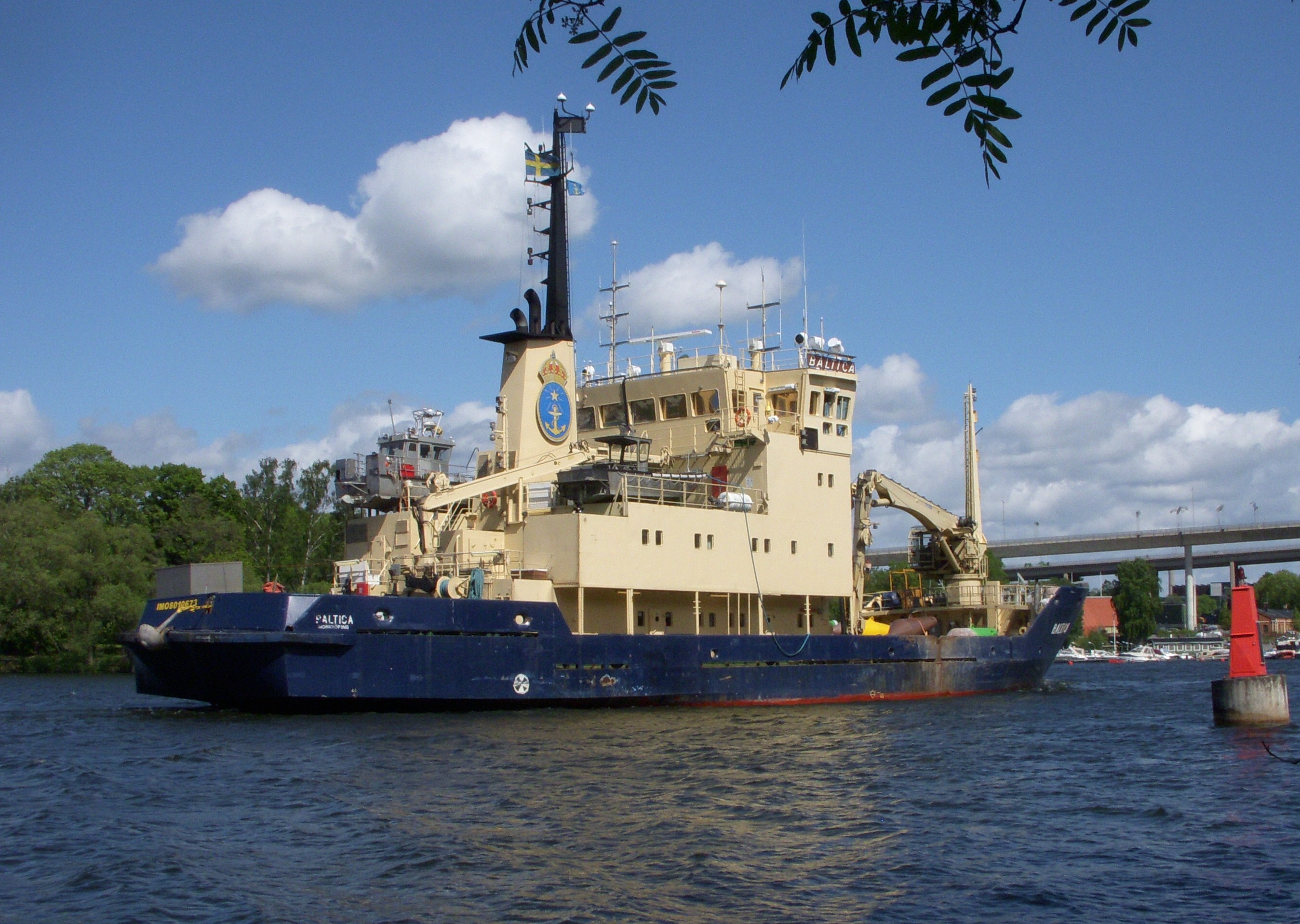
på Årstaviken.

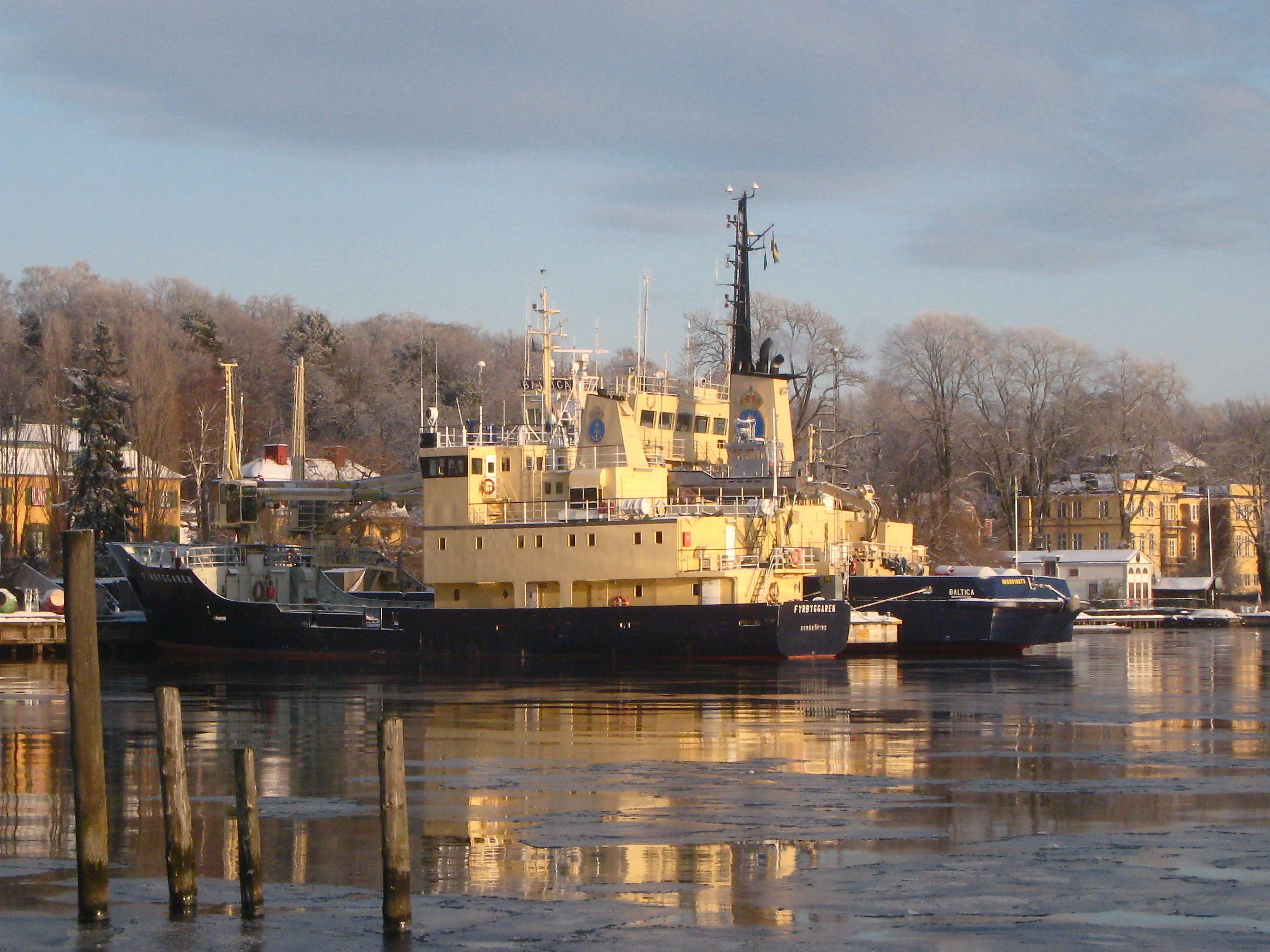
Arbetsfartyget M/S Fyrbyggaren vid Sjöfartsverkets anläggning vid Alberget. I bakgrunden hjälpisbrytaren M/S Baltica.

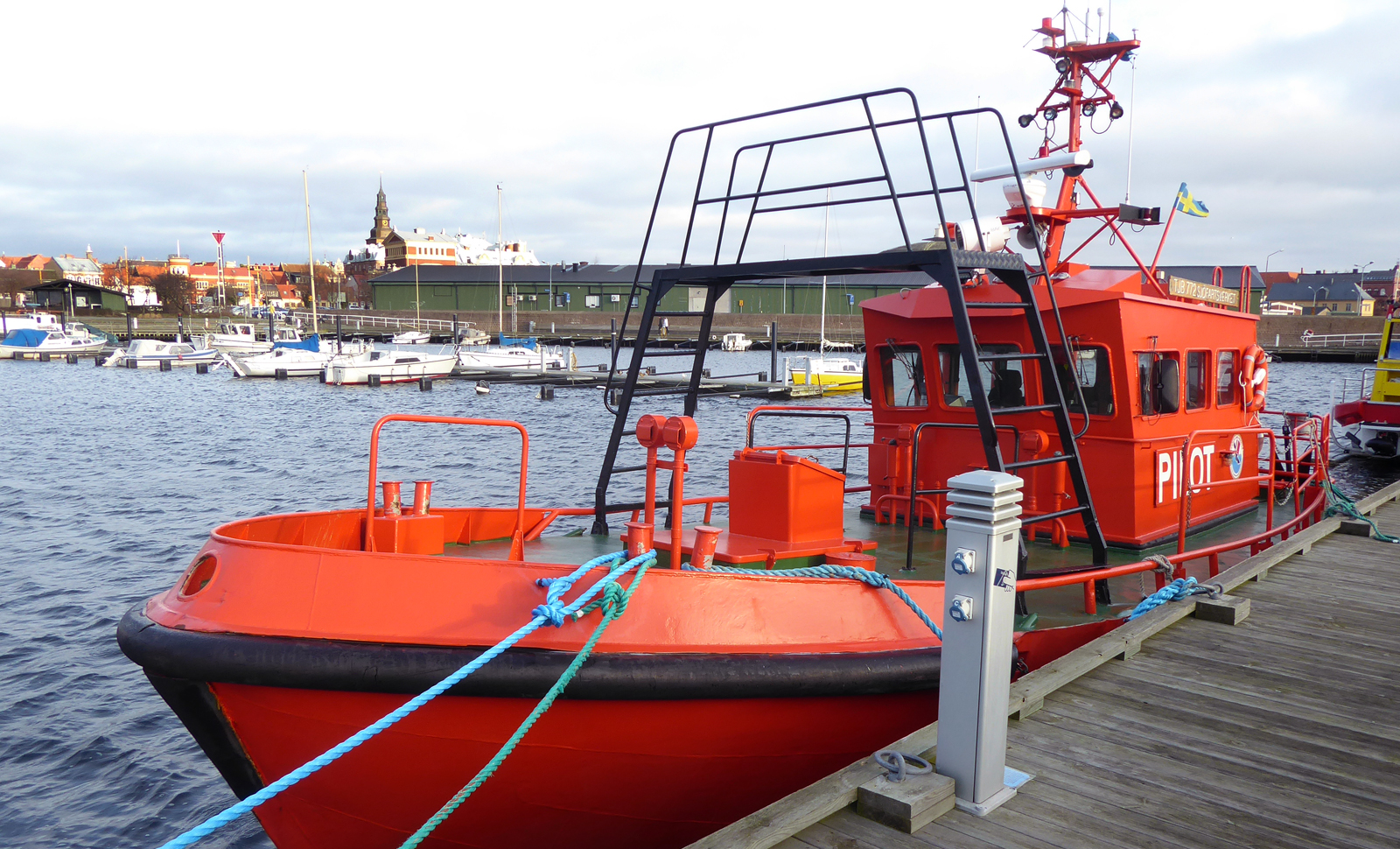
Lotsbåt TJB 772 i Ystads hamn 2020.

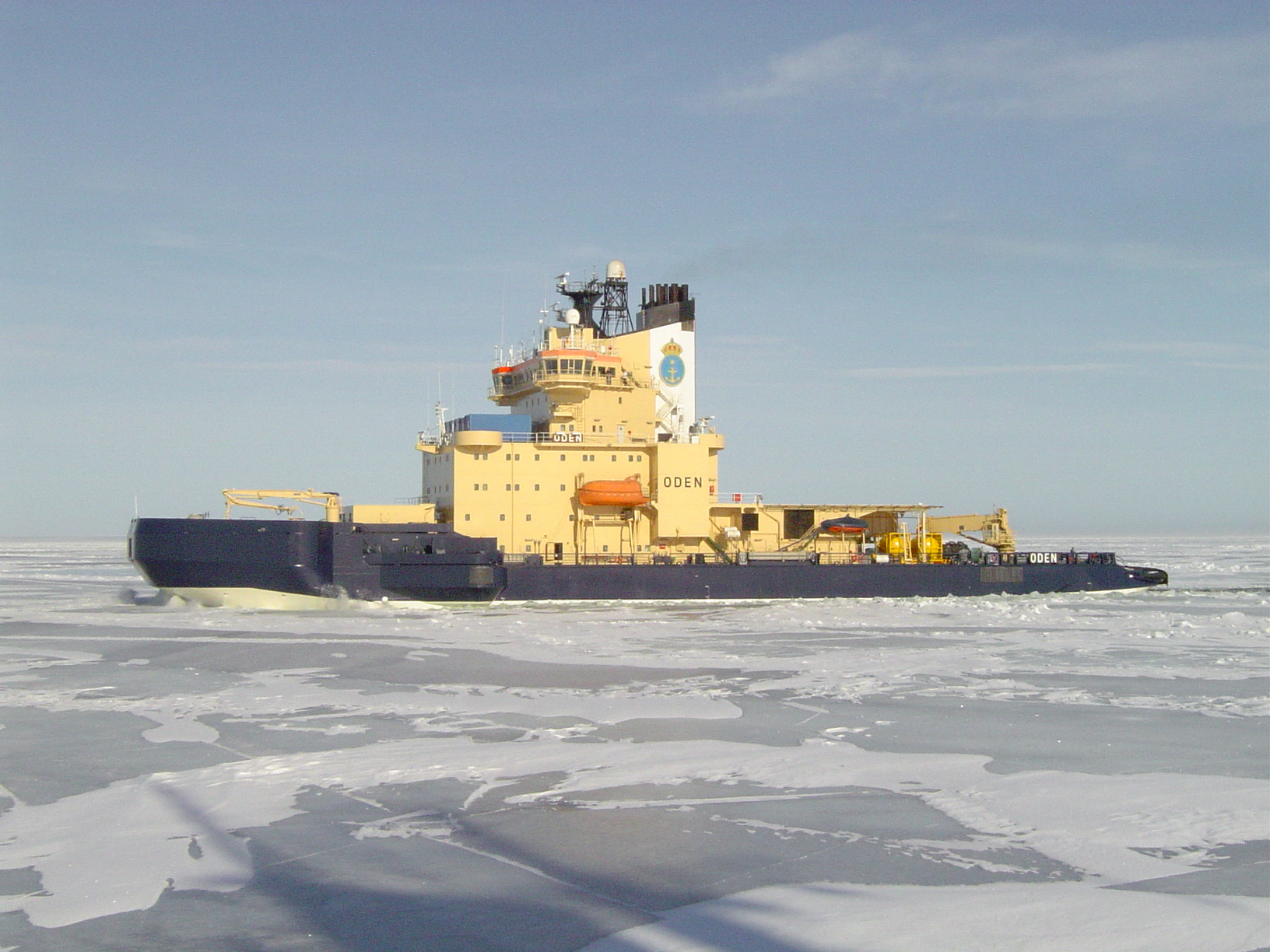
Oden är den största av Sjöfartsverkets fem isbrytare.

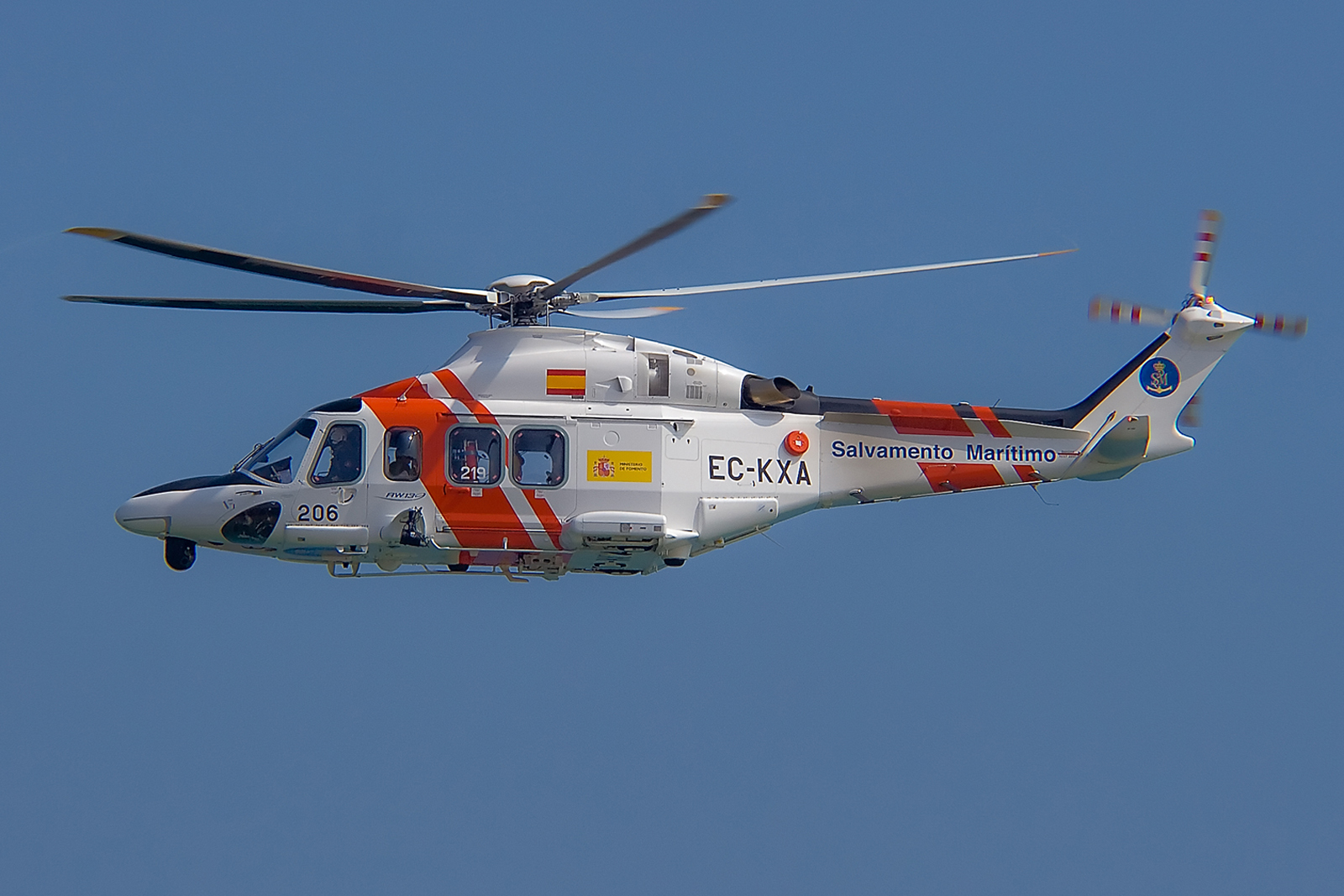
Räddningshelikopter av typ AgustaWestland AW139, som sedan april 2016 flygs av Sjöfartsverkets helikopterverksamhet.

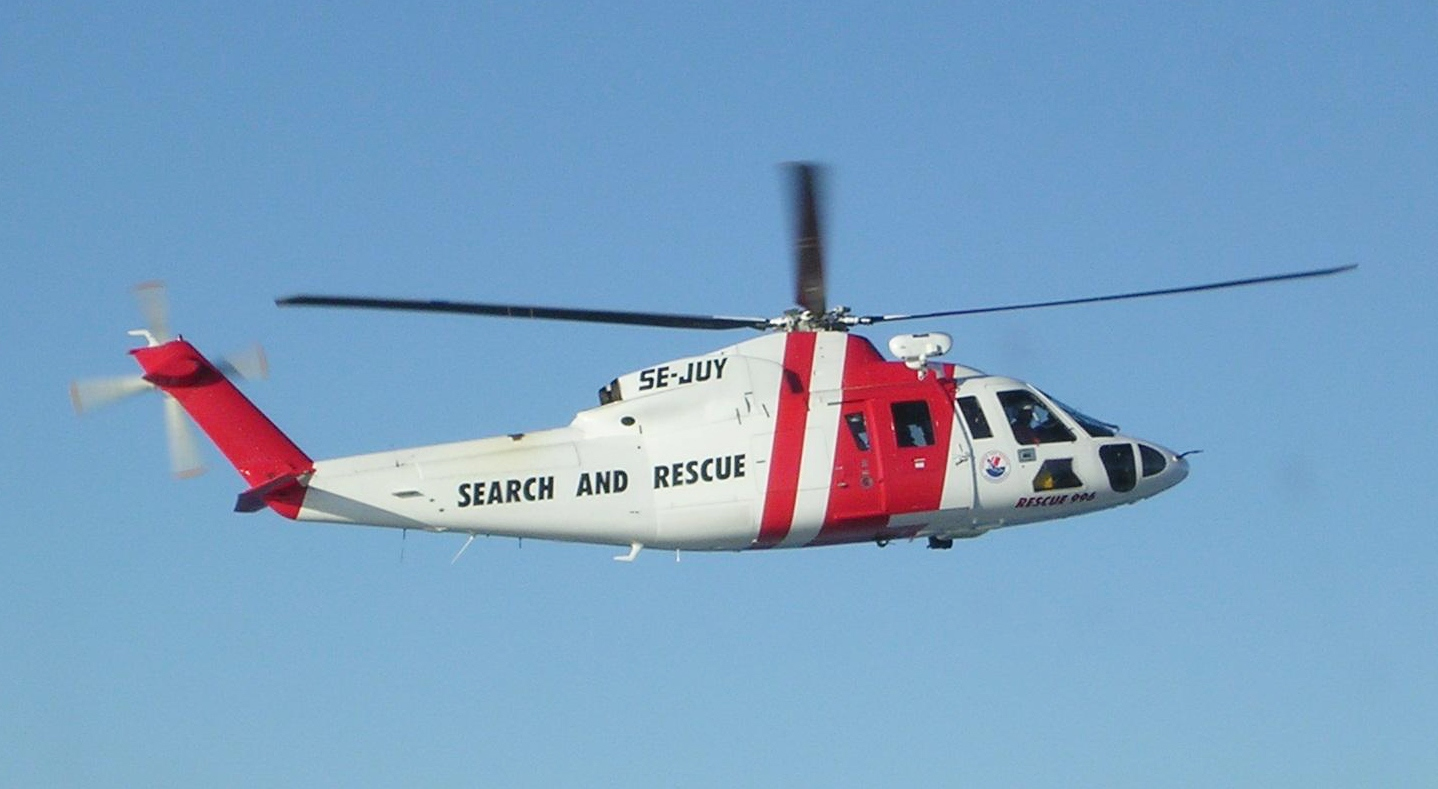
Räddningshelikopter av typ Sikorsky S-76, som tidigare flögs av Sjöfartsverkets helikopterverksamhet.

### Farleder
Farledsarbetet innebär underhåll, utmärkning samt planering av farlederna på svenskt vatten. Detta innefattar bland annat sjömätning, muddring av farleder, drift och underhåll av bojar, prickar och 1000 fyrar med mera. Arbetet med att underhålla dessa utförs av Sjöfartsverkets personal från helikopter, arbetsfartyg och lotsbåtar. Ett av arbetsfartygen är M/S Baltica som levererades i februari 1982 till Sjöfartsverket.
För sjömätning använder man sig av två större fartyg och två mindre enheter. De mindre enheterna används vid mindre sjömätningsuppdrag samt vid kontroll av inrapporterade fel i sjökort. För vissa sjömätningsuppdrag använder man sig även av externa leverantörer.

### Isbrytning
Sjöfartsverket ansvarar för isbrytningen runt Sveriges kuster. Verksamheten leds från isbrytarledningen i Norrköping, som fördelar isbrytare till arbetsområden, utfärdar restriktioner, följer upp det operativa läget och informerar sjöfartsintressenter om is- och trafikläge. Sjöfartsverket äger fem isbrytare och har möjlighet att kalla in ytterligare tre.
Sjöfartsverkets fem isbrytare har sedan 2000 skötts på kontrakt först av norska samriskföretaget Trans Viking Icebreaking & Offshore, senare med Viking Supply Ships AS. Nuvarande kontrakt slöts 2015 och gäller till 2022.

### Sjögeografisk information
Den sjögeografiska informationen innefattar produktion och publicering av sjökort för svenska vatten.

### Underrättelser för sjöfarande, Ufs
Underrättelser för sjöfarande (UfS), innehåller bland annat rättelser av sjökort, öppningstider, broar & kanaler, sjöfynd och andra uppgifter om förändringar och förhållanden till sjöss. Ufs finns som en elektronisk publikation på Sjöfartsverkets webbplats och publiceras en gång i veckan.

### Lotsning
Sjöfartsverket tillhandahåller lotsning för sjöfarten, så att fartyg kan ta sig till/från hamnar samt genom svåra, farliga eller okända farvatten. Lotsbåtarna ägs av Sjöfartsverket och lotsarna är anställda av Sjöfartsverket.

### Sjö- och flygräddning
Huvudartiklar: Sjöfartsverkets helikopterverksamhet och Sjö- och flygräddningscentralen (JRCC)
Sjöfartsverket har ansvaret för att planera, leda och organisera den svenska sjö- och flygräddningstjänsten i svenskt territorialvatten, visst internationellt vatten och de tre största svenska insjöarna (Vänern, Vättern och Mälaren). Den operativa ledningen av både sjö- och flygräddningsinsatser sker från 2010 från den integrerade Sjö- och flygräddningscentralen (JRCC), som ligger i Göteborg.
Sjöfartsverket bedriver utbildning på Arkö Flyg- och sjöräddningsskola.

## Överföring av funktioner till Trafikverket
Den 3 september 2009 fattade regeringen beslut om att den del av Sjöfartsverket som omfattade verksamheter rörande långsiktig infrastrukturplanering och riksintressen från den första april 2010 skulle slås ihop med dåvarande Banverket och Vägverket. Den nya myndigheten fick namnet Trafikverket.

## Sjöfartsverkets uppgifter i krig
Sjöfartsverket har en avgörande roll i att säkerställa Sveriges sjöfartssäkerhet och effektivitet, särskilt under krig eller vid höjd beredskap. Deras ansvar omfattar flera kritiska områden:
Upprätthållande av säkra och effektiva sjövägar: Sjöfartsverket ansvarar för att utveckla och underhålla säkra farleder genom sjömätning, utmärkning av farleder, produktion av sjökort samt assistans med isbrytning och lotsning. Detta arbete är avgörande för att sjötransporter till och från svenska hamnar ska fungera smidigt, även under krigstid. 
Sjö- och flygräddning: Myndigheten leder och koordinerar räddningsinsatser vid sjö- och flygolyckor genom Sjö- och flygräddningscentralen i Göteborg. Under krig är det särskilt viktigt att dessa funktioner upprätthålls för att hantera nödsituationer effektivt.
Krigsplacering av personal: Sedan 2018 har delar av Sjöfartsverkets personal varit krigsplacerad. Vid höjd beredskap och krig ska denna personal fortsätta leverera utifrån myndighetens grunduppdrag och dessutom bidra till totalförsvarets samlade förmåga. Krigsplacering innebär att en person registreras hos Plikt- och prövningsverket som krigsplacerad på Sjöfartsverket, vilket säkerställer att nödvändig personal finns tillgänglig under krig.
Proaktiv krishantering: Enligt regleringsbrevet för 2025 ska Sjöfartsverket säkerställa att myndigheten har förmåga att agera proaktivt och handlingskraftigt vid kris eller krig. Detta inkluderar att upprätthålla och utveckla beredskapsplaner samt att delta i övningar och samverkan med andra myndigheter inom totalförsvaret.  Genom dessa ansvarsområden spelar Sjöfartsverket en central roll i att upprätthålla Sveriges sjöfartssäkerhet och effektivitet, samt i att stödja totalförsvaret under krig eller höjd beredskap.